# Janet Devlin

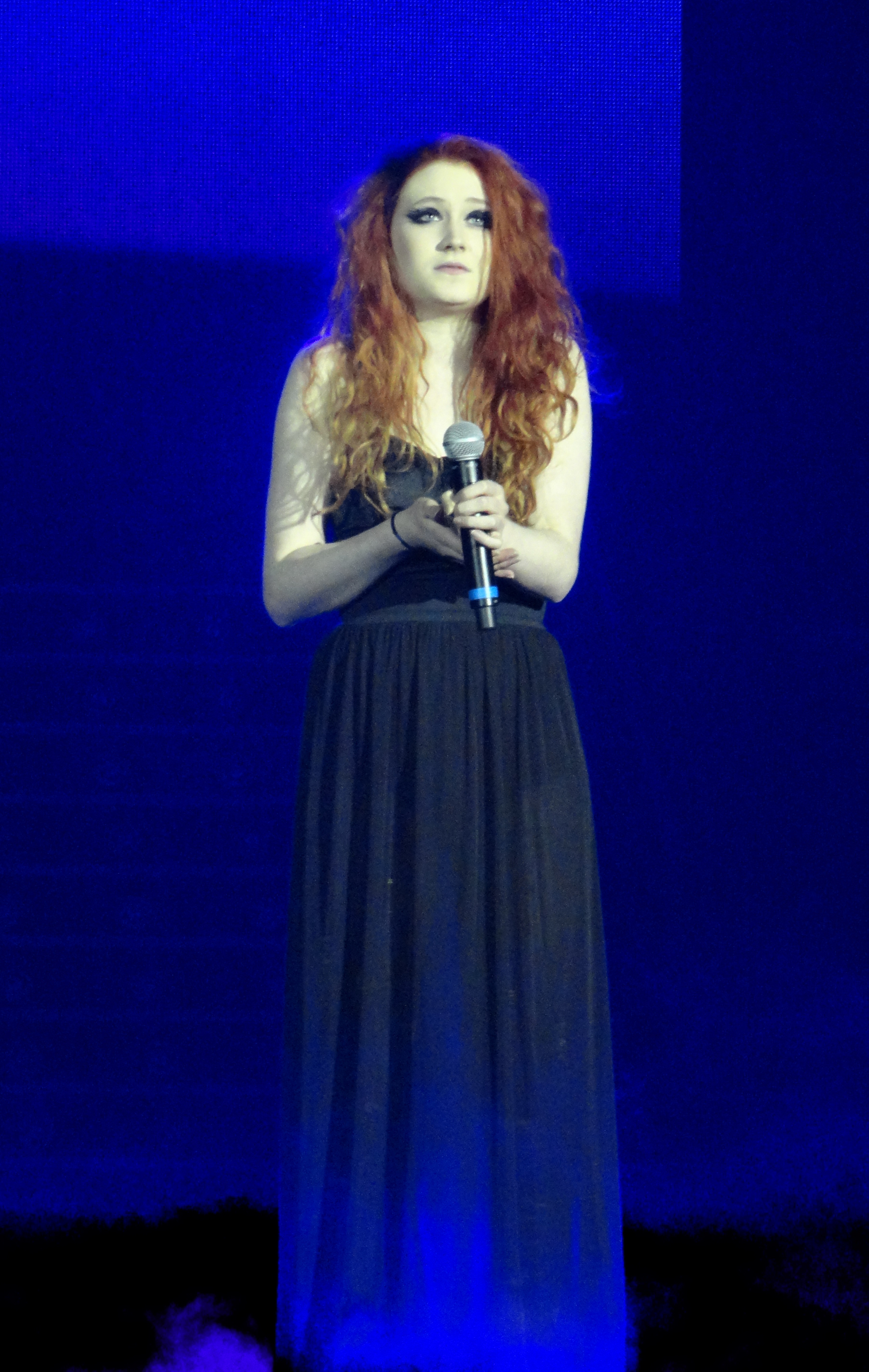
Janet Devlin (2012)

Janet Maureen Aoife Ní Devlin (* 12. November 1994 in Gortin, County Tyrone) ist eine nordirische Sängerin und Songschreiberin. Devlin wurde 2011 bekannt durch ihre Teilnahme am britischen The X Factor.

## Leben
Devlin wuchs mit drei älteren Brüdern im nordirischen County Tyrone auf und schloss ihre schulische Ausbildung mit einem General Certificate of Secondary Education ab. Im März 2020 veröffentlichte sie ein Video auf YouTube, in dem sie erklärte, dass sie Alkoholikerin und seit ihrem zwanzigsten Lebensjahr trocken sei. Während ihrer Zeit bei The X Factor habe sie viel Selbsthass und Einsamkeit empfunden, was Devlin als Ursachen für ihren Alkoholismus angab. Laut eigenen Aussagen ist sie bisexuell und hat eine Borderline-Persönlichkeitsstörung sowie eine bipolare Störung.

## Musikalische Karriere
Nach ihrer Teilnahme an The X Factor bekam sie verschiedene Angebote für Plattenverträge und ging im Jahr 2012 für erste Aufnahmen ins Studio. Ihr Debütalbum Hide & Seek erschien 2013 bei PledgeMusic.

## Diskografie (Auszug)

### Alben
- 2013: Hide and Seek, PledgeMusic
- 2014: Running with Scissors, Insomnia Music Records
- 2020: Confessional, Insomnia Music Records
- 2024: Emotional Rodeo, OK! Good Records

### EPs
- 2013: Nothing Lost , PledgeMusic
- 2015: Duvet Daze, Insomnia Music Records
- 2015: December Daze, Insomnia Music Records
- 2017: Live from HQ, Insomnia Music Records
- 2016: Little Lights, Insomnia Music Records
- 2021: It's Not That Deep, Insomnia Music Records

### Singles
- 2013: Wonderful , self Release
- 2014: House of Cards, Insomnia Music Records
- 2014: Suantraí Meisciúil, Insomnia Music Records
- 2014: Creatures of the Night, Insomnia Music Records
- 2015: Whisky Lullabies
- 2016: Outernet Song, OK! Good Records
- 2018: I Lied to You, OK! Good Records
- 2019: Confessional, OK! Good Records
- 2019: Saint of the Sinners, OK! Good Records
- 2020: Honest Men, OK! Good Records
- 2020: Away With The Fairies, Insomnia Music Records
- 2020: Holy Water, OK! Good Records
- 2021: Your Song, OK! Good Records
- 2024: Emotional Rodeo, OK! Good Records
- 2024: Country Singer, OK! Good Records
- 2024: Daddy, OK! Good Records
- 2024: Red Flag, OK! Good Records
- 2024: Best Life, OK! Good Records
- 2024: Back to my Senses, OK! Good Records
- 2025: Houston, OK! Good Records